# Banafsha bint Abdullah al-Rumiyyah
Banafsha bint Abdullah al-Rumiyyah ("Ametisten, Guds dotter från Romerska riket"), död 1201, var mor till Abbasidkalifatets kalif, Al-Mustadi (regerande 1170–1180).
Hon var ursprungligen från Bysantinska riket. Hon placerades som slavkonkubin (Saqaliba) i abbasidernas harem, där hon enligt sed tvingades konvertera till islam och anta ett nytt namn. Hennes namn är ett typiskt slavnamn och betyder "Ametisten, Guds dotter från Romerska riket". 
Hon blev en favoritkonkubin till kalifen, som frigav henne och sedan gifte sig med henne. Kalifen uppges ha gjort henne till medlem i sin "ine cirkel" och att hon tack vare sin gunstlingsposition hade "auktoritet och verklig makt". Hon beskrivs som generös och omtalades för sina filantropiska projekt. Hon donerade frikostigt till de fattiga, hon frigav många slavar, och grundade en högskola i hanbali-juridik i ett palats vid Tigris i södra Bagdad; hon lät uppföra en stenbro över Isakanalen och en pontonbro över Tigris. Kalifen lät uppföra ett eget palats till henne strax invid kalifens eget palats med en vattentrappa som var färdigställd 1173. 
Hon var barnlös, men stödde sin styvson Al-Nasir  mot hans bror, och fick därför en inflytelserik ställning efter att hennes styvson bestigit tronen 1180. Hon blev som änka känd som filantrop och donator. 